# Абелсоніт
Абелсоніт — нікель-порфіриновий мінерал з хімічною формулою C31H32N4Ni. Він був відкритий в 1969 році в американському штаті Юта і описаний в 1975 році. Мінерал названий на честь геохіміка Філіпа Х. Абельсона. Це єдиний відомий кристалічний геопорфірин (петропорфірин).

## Опис
Абелсоніт напівпрозорий і має рожево-фіолетовий, темно-сірувато-фіолетовий, блідо-пурпурно-червоний або червонувато-коричневий колір. Мінерал зустрічається у вигляді тонких пластин або пластинок або дрібних агрегатів до 1 см. Мінерал розчинний у бензені та ацетоні та нерозчинний у воді, розведеній соляній та розведеній азотній кислотах.

## Прояви і утворення
Мінерал відомий лише за знахідкою з формації Грін-Рівер, в басейні Юїнта в Юті з моменту його відкриття, та з басейну Пайсенс в Колорадо з 1985 року. Абелсоніт зустрічається в асоціаціях з альбітом, анальцимом, доломітом, слюдою, ортоклазом, піритом і кварцом.
Абелсоніт — це вторинний мінерал, який утворився в тріщинах, пустотах і шарах горючих сланців. Мінерал, ймовірно, утворився в результаті діагенезу хлорофілу, ймовірно, хлорофілу a, який транспортувався у вигляді водного розчину у сприятливе геологічне середовище. Альтернативним джерелом є метаногени археїва, де близька сполука використовується в кофакторі F430, критичному для виробництва метану.
У 2003 році вперше абелсоніт був синтезований.

## Структура

Будова абелсоніта

У 1989 році абелсоніт був єдиним відомим геопорфірином, який мав кристалічну структуру. Більшість геопорфіринів зустрічаються у вигляді серії гомологів, що охоплюють широкий діапазон чисел вуглецю. Порфірин, який містить абелсоніт, поширений, але зазвичай він не зустрічається окремо від інших порфіринів.
Мінерал являє собою деоксофілоеритроетіопорфірин (DPEP), з нікелем, що займає центр порфіринового кільця. Більша частина мінералу складається з C31 порфірину з невеликою кількістю C30 норізомеру. Мінерал кристалізується в триклінній кристалічній системі.

## Історія
Мінерал вперше був помічений у 1969 році у зразку керна, виготовленому Western Oil Shale Corporation в окрузі Юїнта, штат Юта. Його було описано в 1975 році в журналі Geological Society of America Abstracts with Programs. Мінерал був названий на честь Філіпа Х. Абельсона (1913—2004), давнього редактора журналу Science за його доробок у органічній геохімії.
Типові зразки зберігаються в Музеї природознавства в Лондоні та Національному музеї природознавства у Вашингтоні, округ Колумбія.